# Aventicum

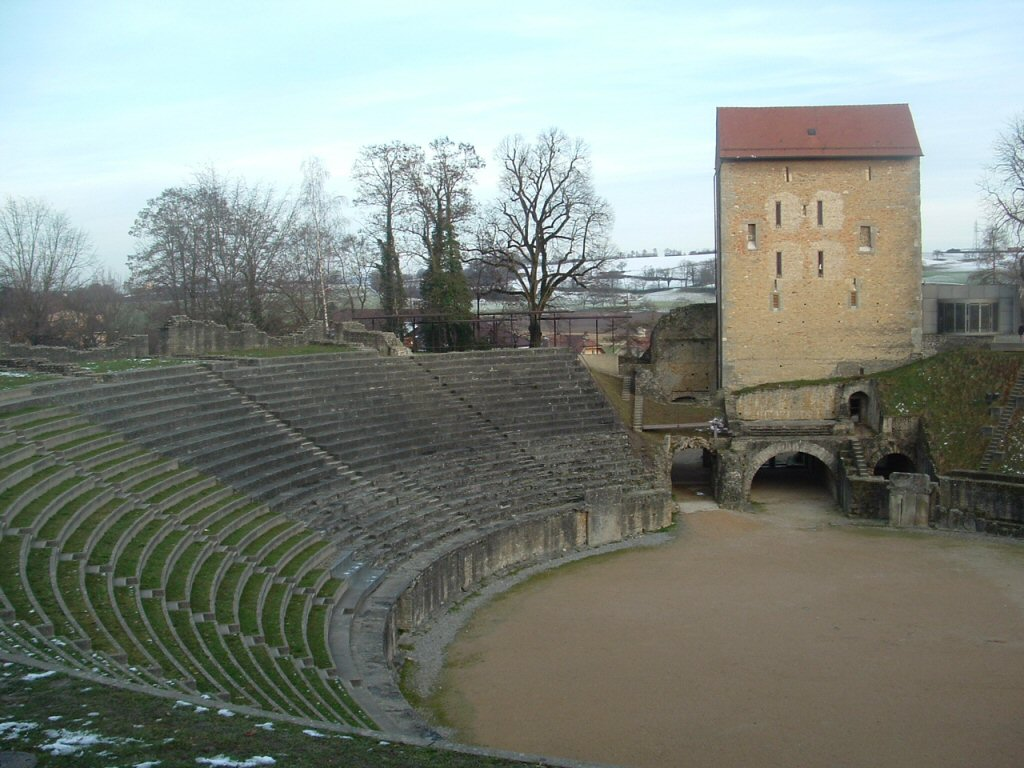
Amfiteátr

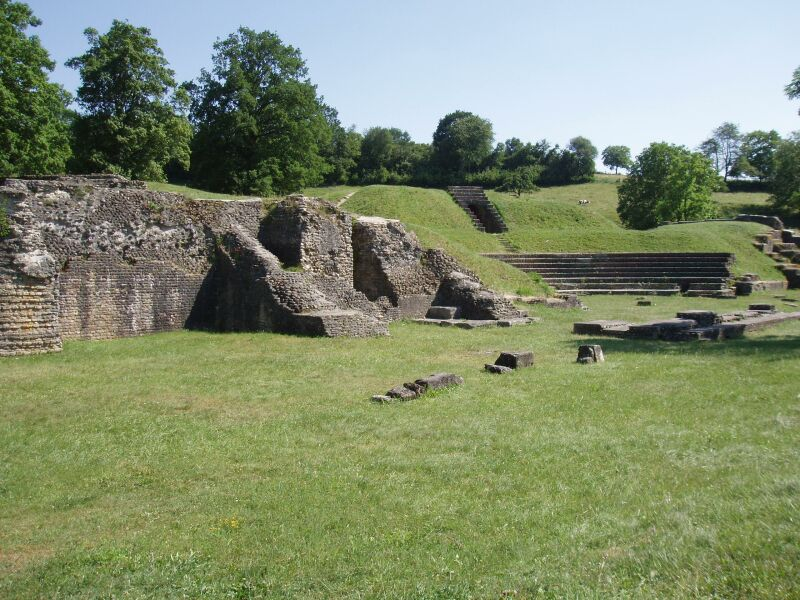
Divadlo

Aventicum bylo největší město římského Švýcarska (Helvécie nebo Civitas Helvetiorum). Jeho zbytky leží pod současným městem Avenches.
Město bylo pravděpodobně založeno ex nihilo na začátku 1. století jako hlavní město nedávno dobytého teritoria na cestě postavené Claudiem, která spojovala Itálii s Británií. Za vlády císaře Vespasiána, který zde vyrostl, zažívalo Aventicum zlatý věk. Hradby byly 5,6 kilometrů dlouhé.
V křesťanské éře bylo Aventicum sídlem biskupství. Nejznámějším biskupem byl Marius Aventicensis, jehož kronika popisuje události let 455 až 581 a je jedním z málo zdrojů o Burgundech v 6. století. Po koncilu v Maçonu roku 585 se Maurius přestěhoval do Lausanne a Aventicum rychle upadalo.

## Ruiny
- Amfiteátr s místy pro 16 000 diváků
- Divadlo
- Chrám Grange-des-Dîmes
- Kapitol
- Lázně